# Masaharu Fukuyama
Masaharu Fukuyama (福山 雅治?, Fukuyama Masaharu; Nagasaki, 6 febbraio 1969) è un cantautore, produttore discografico, attore e personalità radiofonica giapponese.
Con oltre ventuno milioni di dischi venduti, è l'artista uomo ad aver venduto di più in Giappone. È conosciuto fra i fan come Masha, Masha-nii o Fuku-chan.

## Carriera
Masaharu Fukuyama ha debuttato nel 1990 con il singolo Tsuioku no Ame no Naka. Benché nel frattempo abbia recitato in numerosi dorama televisivi, il successo per Fukuyama arriva nel 1992 grazie al singolo Good Night, sigla di un popolare drama. Grazie alla popolarità acquisita, nel 1993 ha partecipato per la prima volta al concerto Kōhaku Uta Gassen, evento riservato ai principali artisti J-pop ed enka. Nel 1994 ha ricevuto il suo primo disco di platino con il singolo It's Only Love/Sorry Baby. Nel 1995, Hello è il suo secondo singolo a superare il milione di copie vendute. Il singolo del 2000 Sakura Zaka vende più di 751 000 copie nella sua prima settimana nei negozi e rimane al vertice della classifica Oricon per tre settimane consecutive. In totale Sakura Zaka venderà oltre 2 299 000 copie. Il brano Niji viene utilizzato come tema principale per il dorama Water Boys, ed il singolo pubblicato il 26 agosto debutta al primo posto della classifica Oricon, dove rimane per cinque settimane consecutive.
Nel 2007, dopo una lunga assenza, Fukuyama ritorna in televisione nei panni del professore Manabu Yukawa, protagonista del dorama Galileo, per il quale vince il riconoscimento di miglior attore in occasione dei Television Drama Academy Awards. Per l'occasione Fukuyama forma un duo musicale con il coprotagonista di Galileo, Kou Shibasaki. Nel 2010 interpreta Sakamoto Ryōma, il personaggio principale della produzione della NHK Ryōmaden.
Nel 2009, festeggia i venti anni di carriera con una serie di trentasei concerti in dodici città in un periodo di quattro mesi, davanti ad un totale di 500 000 spettatori.
Masaharu Fukuyama è anche un apprezzato fotografo, allievo di Ueda Shoji. La fotografia utilizzata come copertina del singolo Hello è opera sua. Inoltre, nel 2000, viene inviato da TV Asahi a Sydney per coprire le Olimpiadi come fotografo. Ha anche una radio, Allnight Nippon.
Fukuyama è stato inoltre protagonista in numerosi spot pubblicitari (Panasonic, Suzuki, Suntory, Fujifilm, Xylish e Sweat Pocari) e ha partecipato a numerosi programmi televisivi.
Fa parte dell'agenzia Amuse, Inc.

## Discografia
Album studio
- 1990: Dengon
- 1991: Lion
- 1991: Bros.
- 1992: Boots
- 1993: Calling
- 1994: On and On
- 1998: Sing a Song
- 2001: F
- 2006: 5 Nen Mono
- 2009: Zankyō

Compilation
- 1995: M Collection: Kaze o Sagashiteru
- 1999: Magnum Collection 1999 "Dear"
- 2003: Magnum Collection "Slow"
- 2010: The Best Bang!!

Altri album
- 1999: Rendezvous 1
- 1999: Rendezvous 2
- 2000: Kissin' in the Holy Night
- 2001: Live Fukuyamania
- 2002: The Golden Oldies
- 2005: Acoustic Fukuyamania
- 2006: Another Works
- 2007: Galileo Original Soundtrack

Singoli al numero uno
- 1994: It's Only Love/Sorry Baby
- 1995: Hello
- 1995: Message
- 1999: Heaven/Squall
- 2000: Sakura Zaka
- 2000: Hey!
- 2003: Niji/Himawari/Sore ga Subete sa
- 2004: Naitari Shinaide/Red x Blue
- 2006: Milk Tea/Utsukushiki Hana
- 2009: Keshin
- 2009: Hatsukoi
- 2010: Hotaru/Shōnen
- 2011: Kazoku ni Narō yo/Fighting Pose

## Filmografia

### Dorama
- Ashita ga Aru Kara (TBS, 1991)
- Ai wa Dōda (TBS, 1992)
- Homework (TBS, 1992)
- Hitotsu Yane no Shita (Fuji TV, 1993)
- Itsuka Mata Aeru (Fuji TV, 1995)
- Hitotsu Yane no Shita 2 (Fuji TV, 1997)
- Meguri Ai (TBS, 1998)
- Furuhata Ninzaburō (Fuji TV, 1999, season 3, ep35)
- Perfect Love (Fuji TV, 1999)
- Bijo ka Yajũ (Fuji TV, 2003)
- Tengoku no Daisuke e (NTV, 2003)
- Galileo (Fuji TV, 2007)
- Galileo: Episode Zero (Fuji TV, 2008)
- Ryōmaden (NHK, 2010)

### Film
- Hon no 5g (1988)
- Atlanta Boogie (1996)
- Suspect X (2008)
- Amalfi: Rewards of the Goddess, regia di Hiroshi Nishitani (2009)
- Doraemon: Nobita and the New Steel Troops: ~Angel Wings~ (2011)
- Father and Son (そして父になる?, Soshite Chichi ni Naru), regia di Hirokazu Kore'eda (2013)
- Rurouni Kenshin: Kyoto Inferno, regia di Keishi Ōtomo (2014)
- Rurouni Kenshin: The Legend Ends, regia di Keishi Ōtomo (2014)
- Scoop!, regia di Hitoshi Ōne (2016)
- Manhunt, regia di John Woo (2017)
- Il terzo omicidio, regia di Hirokazu Kore'eda (2017)

### Programmi televisivi
- Fukuyama Engineering as the Factory Chief (TV Asahi, 2002)
- NHK Special: Hot Spots Saigo no Rakuen as Narrator (NHK, 2011)
- Doraemon 3 hour SP as Fukuyama Masaaki (Voice Acting) (TV Asahi, 2011)

## Doppiaggio
- Giovanotto in Mirai, regia di Mamoru Hosoda (2018)